# ひらら恋胡蝶
「ひらら恋胡蝶」（ひららこいこちょう）は、2013年2月にNHKの音楽番組『みんなのうた』で放送された楽曲。

## 概要
能の演目「胡蝶」のテーマをもとに、作曲家の浜圭介と作詞家の渡辺なつみが制作し、シンガーソングライターの池田綾子が歌唱を担当した。2013年3月6日に池田綾子の配信シングルとしてリリースされ、同年6月5日発売のアルバム『この時の中で』にも収録された。

## 楽曲クレジット
| #  | タイトル         | 作詞       | 作曲   | 編曲     |
| -- | ---------------- | ---------- | ------ | -------- |
| 1. | 「ひらら恋胡蝶」 | 渡辺なつみ | 浜圭介 | 田上陽一 |